# Rascalz
I Rascalz sono un gruppo hip hop canadese proveniente da Vancouver, che ha giocato un ruolo fondamentale per lo sviluppo artistico e commerciale dell'hip hop canadese. Il gruppo è composto da: 
- Red-1 (MC)
- Misfit (MC)
- Dj Kemo (DJ).

Formatosi nel 1989, il gruppo ha pubblicato un album indipendente per l'etichetta Calabash Records nel 1992, dal titolo Really Livin', registrato sotto il nome di Ragga Muffin Rascals. L'album rielaborato fu ripubblicato l'anno successivo dalla Sony Musica Canada, vincendo poi il Juno Awards come Best Rap Recording nel 1994. Il gruppo poi migrò alla BMG Canada nel 1997 per registrare l'album Cash Crop, seguito da Global Warning nel 1999 e Reloaded nel 2002.
Cash Crop fu nominata ai Juno Award come Best Rap Recording del 1998, considerando la scarsa commercializzazione del rap canadese all'epoca, gli organizzatori non inserirono il premio durante la cerimonia principale teletrasmessa, ma assieme ai premi tecnici nella parte non coperta dalle riprese televisive. Questo fatto fu criticato per aver creato una sorta di barriera alla visibilità commerciale dell'hip hop canadese. I Rascalz invece andarono oltre questa visione commerciale, affermando che il razzismo era stato uno dei fattori dello svantaggioso inserimento del premio nella sezione non coperta dalla TV. Il gruppo divenne quindi il primo nella storia a declinare esplicitamente il premio per motivi di razzismo. Come risultato di questa controversia, i Juno Award per Best Rap vennero spostati alla cerimonia principale a partire dalla successiva edizione.

## "Northern Touch"
Oltre a questo, nel 1998 i Rascalz realizzarono un singolo non inserito in nessun album dal titolo "Northern Touch", registrato con la collaborazione di altri rapper canadesi come Checkmate, Kardinal Offishall, Thrust and Choclair. Il video musicale fu diretto da Little X e fu il primo in cui comparve la modella Melyssa Ford.
Il brano non era previsto nella tracklist dell'album Cash Crop, ma l'immediata adozione ad inno dell'hip hop canadese ne determinò il successo tanto da farla diventare la più importante canzone hip hop canadese ad oggi registrata, fu quindi inserita nelle successive ristampe dell'album Cash Crop.
Ai Juno Awards of 1999, il primo anno in cui il Best Rap fu teletrasmesso dalla cerimonia principale, i Rascalz vinsero di nuovo il premio con appunto il brano "Northern Touch", esibendosi nel singolo durante la cerimonia.

## Discografia
- 1992: Ragga Muffin Rascals - Really Livin  (Calabash Records)
- 1993: Really Livin (Calabash Records, distribuzione canadese Epic/Sony Music Canada, l'album differisce quasi completamente dalla versione indipendente)
- 1997: Cash Crop (ViK. Recordings/BMG Canada)
- 1999: Global Warning (ViK. Recordings/BMG Canada)
- 2002: Reloaded (ViK. Recordings/BMG Canada)